# Тимохина (метеорит)
Тимохина — метеорит-хондрит весом 65500 грамм.
О падении каменного метеорита Тимохина известно очень немногое. Метеорит упал 25 марта 1807 года в бывшей Смоленской губернии. Первоначально он весил более 60 кг (в настоящее время его вес 48,5 кг). Падение метеорита наблюдалось двумя крестьянами, которые слышали грохот, подобный грому во время грозы. Метеорит упал в поле и углубился в землю на «поларшина». В том же году метеорит поступил в Академию Наук, где и хранится до настоящего времени. Метеорит замечателен своей формой, напоминающей огромный кристалл,. похожий на ромбический додекаэдр. В этом отношении он является, вероятно, единственным в мире. Интересно также присутствие в метеорите тонкой пластины никелистого железа, толщиной от 1 до 1,5 мм и простирающейся через всю массу метеорита, разделяя его на две неравные части, параллельно-диагонали одной из ромбических плоскостей.